# Muscatatuck River
Der Muscatatuck River ist ein linker Nebenfluss des East Fork White River im US-Bundesstaat Indiana. Er hat eine Länge von 85 km. Sein Einzugsgebiet umfasst ein Areal von 2952 km².
Der Muscatatuck River entsteht am Zusammenfluss von Graham Creek und weiteren Flüssen nördlich von Deputy. Er strömt in überwiegend westlicher Richtung.
Crothersville liegt nördlich, Austin südlich des Flusslaufs.
Später mündet der Vernon Fork Muscatatuck River von rechts in den Fluss. 5 km südlich von Medora trifft der Muscatatuck River auf den East Fork White River.
Der Vernon Fork Muscatatuck River ist der bedeutendste Nebenfluss des Muscatatuck River. Er entspringt im Ripley County. Er fließt in südwestlicher Richtung durch den Jennings County. Der Fluss passiert North Vernon. Das Muscatatuck National Wildlife Refuge erstreckt sich nahe Seymour am nördlichen Flussufer. Der Fluss weist zahlreiche Mäander auf. Ein Entwässerungskanal verläuft entlang dem unteren Flussabschnitt sowie dem abstrom gelegenen Abschnitt des Muscatatuck River.
Der Graham Creek ist der rechte Quellfluss des Muscatatuck River. Er entspringt südlich von Versailles. Er fließt in überwiegend südwestlicher Richtung. Dabei durchquert er das Big Oaks National Wildlife Refuge.